# Московский многопрофильный научно-клинический центр имени С. П. Боткина
Моско́вский многопро́фильный нау́чно-клини́ческий це́нтр и́мени С. П. Бо́ткина (ранее – Городская клиническая больница им. С.П. Боткина) — многопрофильное лечебное, образовательное и научное учреждение, расположенное в районе Беговой Северного административного округа города Москвы. Была основана 23 декабря 1910 года, до 1920 года носила имя К. Т. Солдатёнкова. В 2024 году ГКБ им. С.П. Боткина сменила юридический статус на «Московский многопрофильный научно-клинический центр» (ММНКЦ им. С.П. Боткина).

## История
Московский промышленник Козьма Солдатёнков (1818—1901) в своём завещании распорядился выделить более двух миллионов рублей на постройку в городе бесплатной больницы «для всех без различия званий, сословий и религий» и назвать её своим именем. Деньги поступили в распоряжение Московского городского управления, выделившего в 1902 году около 12 гектаров земли на Ходынском поле. Спустя три года дума утвердила план архитектора Иллариона Иванова-Шица. Проект предполагал возведение 12 двух- и трёхэтажных корпусов для 505 пациентов. Из-за Первой русской революции начало строительства пришлось отложить, поэтому закладка больницы состоялась только в середине 1908 года. по ст.ст.. Об этом событии написала газета «Русское слово» от 9 июля (22 июля) 1908 года:

Вчера, в 1 час дня, состоялась торжественная закладка здания городской бесплатной больницы имени К. Т. Солдатёнкова, на Ходынском поле, близ Николаевских казарм. На торжестве присутствовали московский градоначальник А. А. Адрианов, городской голова Н. И. Гучков, члены управы Л. Г. Урусов, М. И. Приклонский, гласные думы, городские инженеры и врачи. Предполагается в нынешний строительный сезон возвести вчерне до 18-ти отдельных корпусов. Окончательное оборудование больницы приурочивается к осени 1909 г.

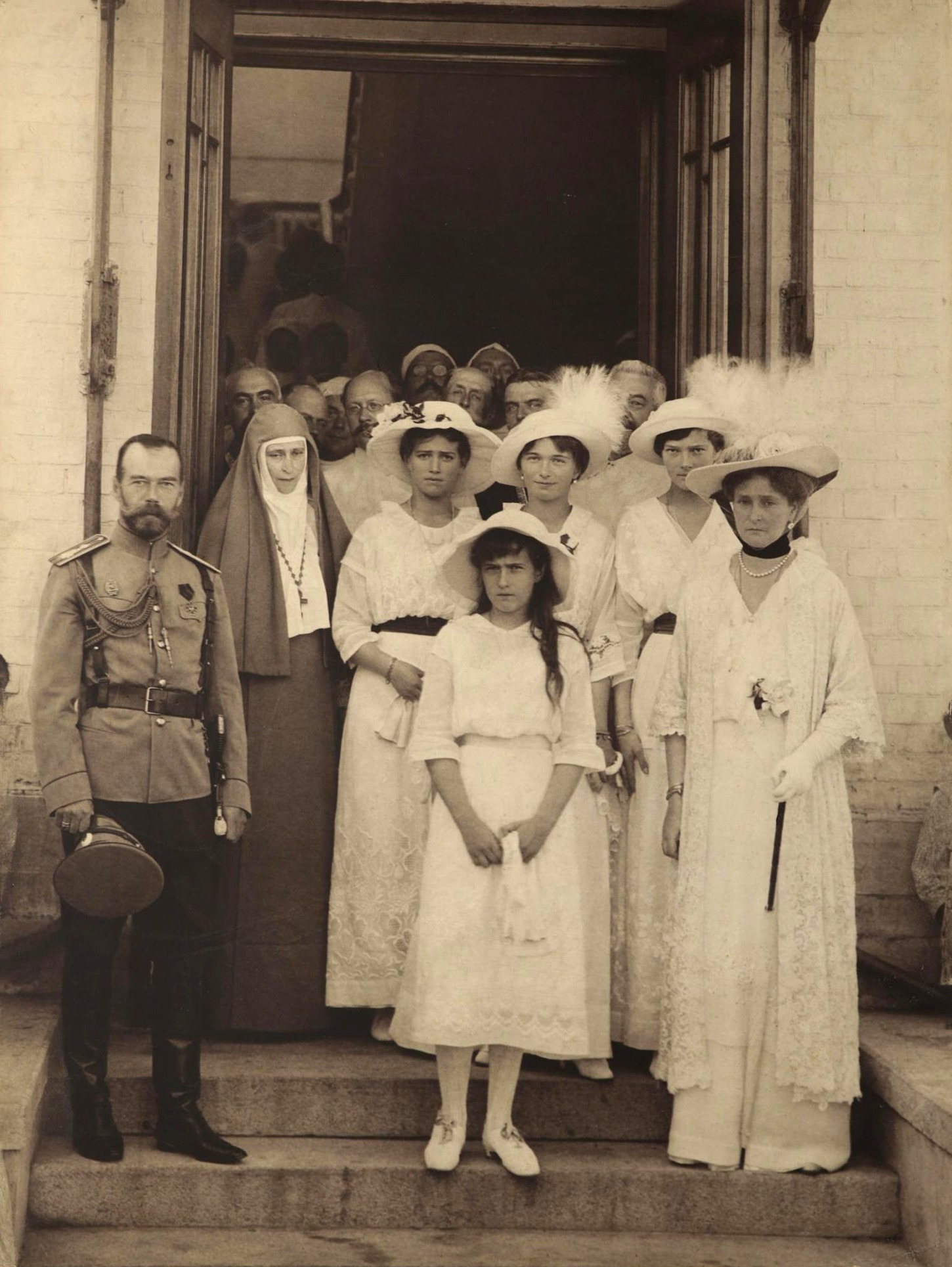
Николай II и его семья в больнице во время визита к раненым воинам. 1915 г.

Официальное открытие новой больницы состоялось 23 декабря 1910 года. Главным врачом был назначен терапевт Фёдор Гетье. Изначально открыли один инфекционный корпус, но к 1912 году построили ещё шесть: терапевтический, хирургический, дифтеритный, скарлатинный, «для смешанной инфекции» и приёмный. На момент начала приема пациентов было построено 12 лечебных корпусов на 505 коек и жилые здания для медицинского и обслуживающего персонала. Через год были готовы ещё три корпуса. В больнице работали такие врачи, как патологоанатом академик Алексей Абрикосов и профессор медицинского факультета Московского университета Василий Шервинский. Клиника создавалась как инфекционная, но для оказания помощи широкого профиля были открыты также терапевтическое и хирургическое отделения.
Корпуса располагались на расстоянии 60—80 м друг от друга. Строения имели застеклённые веранды, которые выходили в сад. Лежачие больные, не имевшие возможности выходить на прогулку, проводили время на этих верандах. Палаты новой клиники были, как правило, рассчитаны на шестерых, но имелись и одноместные «для беспокойных и неопрятных больных». Рацион подбирался в соответствии с возрастом и тяжестью состояния пациента.
В декабре 1920 года в десятилетний юбилей больницы по решению Московского совета учреждение стало носить имя известного инфекциониста Сергея Боткина. Два года спустя в помещениях клиники профессор Владимир Розанов провёл операцию по извлечению пули из Владимира Ленина после покушения эсэрки Фанни Каплан.
В конце 1930-х годов организован кабинет переливания крови, который во время Великой Отечественной войны выполнял функции единственного городского центра, было заготовлено свыше 90 тыс. литров крови, а организованная работниками больницы передвижная станция прошла путь от Борисоглебска до Будапешта.
В период Великой Отечественной войны больница выполняла функции госпиталя. За это время было прооперировано более 43 тысяч военнослужащих. В 1942 году работники больницы внесли в Госбанк CCСР 100 тысяч рублей для постройки боевого самолёта «Боткинец». 6 июня 1947 года указом Верховного Совета СССР клиника была награждена орденом Ленина.
Среди известных врачей, руководивших больницей, были член Еврейского антифашистского комитета Борис Шимелиович (в должности главного врача с 1931 по 1949 год) и Никифор Лапченко, ставший главным врачом в 1964 году. В 1993 году на территории клиники установили памятник меценату Козьме Солдатёнкову.

## Современность
Московский многопрофильный научно-клинический центр им. С.П. Боткина (ММНКЦ им. С.П. Боткина)  — один из крупнейших многопрофильных стационаров в Москве и России, в котором развернуто 1600 стационарных коек, включая 137 реанимационных коек, 146 коек дневного стационара и 40 коек стационара краткосрочного пребывания. Это 7% от общего количества коек в городской системе здравоохранения Москвы.
В ММНКЦ им. С.П. Боткина трудятся порядка 5 тыс. человек, в том числе почти 1,7 тыс. врачей и около 3,3 тыс. медсестёр. Среди работников клиники — 5 членов РАН, 16 заслуженных врачей Российской Федерации, свыше 100 докторов медицинских наук и более 200 кандидатов медицинских наук.
В 2013 году главным врачом больницы был назначен Алексей Васильевич Шабунин.
К настоящему времени ежегодно стационарная помощь в ММНКЦ им. С.П. Боткина оказывается более 117 тыс. человек, что составляет 8% от числа пролеченных пациентов в Москве. В 100 отделениях можно получить все виды лечения.
На базе клиники работают 13 городских медицинских специализированных центров — Московский урологический центр, Флагманский центр экстренной помощи, Региональный сосудистый центр, Московский городской гематологический центр, Центр эндопротезирования костей и суставов, Центр диагностики и лечения токсоплазмоза, Московский координационный центр органного донорства, Центр диагностики и лечения экстрапирамидных заболеваний, Межокружной нефрологический центр, Московский городской офтальмологический центр, Симуляционный центр обучения медицинских работников, Консультативно-диагностический центр и Центр амбулаторной онкологической помощи.
ММНКЦ им. С.П. Боткина является клинической базой 27 кафедр 6 ведущих медицинских научных центров и вузов России.
На территории расположены 33 лечебных и хозяйственных корпуса.
В 2014 году в рамках масштабного переоснащения больницы появился первый высокотехнологичный робот-хирург «Да Винчи» для проведения эндоскопических операций.
В конце 2015 года при больнице был открыт Медицинский симуляционный центр (МСЦ). МСЦ оснащен самыми передовыми технологиями симуляционного обучения. В основу проекта заложены новейшие концепции как в области медицинского образования, так и в сфере практического здравоохранения. За время работы Центра разработано и внедрено свыше 200 авторских образовательных программ по 100 медицинским специальностям. Число обученных слушателей превысило 100 тыс. человек.
В 2015 году на базе стационара открыт Региональный сосудистый центр — Боткинская больница включена в общегородскую инсультную сеть.
В 2016 году открылся первый стационар кратковременного пребывания (СКП), в котором осуществляется высокотехнологическая хирургическая помощь в формате стационара «одного дня». В этом же году открыт после капитального ремонта заработал 21 корпус, оснащенный современным оборудованием. В корпусе сконцентрирована деятельность служб Регионального сосудистого центра. 
В 2017 году Боткинская больницы была признана лучшей в номинации «Многопрофильная клиника» в рамках ежегодного московского фестиваля среди медицинских работников «Формула жизни».
В 2018 году Боткинская больница первая среди московских стационаров стала проводить операции по трансплантации органов и тканей человека. В настоящий момент в клинике проводится трансплантация сердца, печени, почки, роговицы и костного мозга. Также в этом году создан научно-клинический отдел для координации деятельности исследовательской работы.
В 2019 году Правительством Москвы одобрена стратегия развития Боткинской больницы до 2025 года, которая подразумевает капитальный ремонт большинства лечебных корпусов и строительство нового скоропомощного стационарного комплекса.
В этом же году после капитального ремонта открывается Городской офтальмологический центр. В Центре доступны уникальные операции, включая трансплантацию роговицы, лечение внутриглазных опухолей и опухолей век.
В 2019 году Боткинская больница становится также якорным стационаром по оказанию специализированной онкологической помощи жителям  Западного административного округа. В этом же году после капитального ремонта открылся 33 морфологический корпус, в котором создана современная онкоморфологическая и молекулярная лаборатория мощностью 400 тыс. исследований в год.
В течение 2020 году после капитального ремонта открыт корпус № 1 — объект культурного наследия. В корпусе расположилась гематологическая служба больницы. Здесь круглосуточно работают 120 гематологических коек и установлено 1100 единиц самого современного медицинского оборудования. Новый корпус стал основной клинической базой Московского городского гематологического центра.
28.04.2020 года в целях оказания медицинской помощи пациентам с коронавирусной инфекцией COVID-19 был открыт Ковид-центр на 125 коек, под который был перепрофилирован корпус №21. За время работы ковид-центра пролечено 893 пациента и выполнено 76 экстренных операций. Ковид-центр завершил работу 08.07.2020 года. После его закрытия корпус №21 был вновь перепрофилирован в лечебный корпус с коечными подразделениями неврологического, нейрохирургического, реанимационного и иных профилей, входящих в состав Регионального сосудистого центра.
В 2021 году открылся Эндоскопический центр для ранней диагностики онкологических заболеваний ЖКТ, Центр амбулаторной онкологической помощи (ЦАОП) и современный пищеблок с организацией «таблетированного» питания.
В конце 2021 года на базе Боткинской открылся Межокружной нефрологический центр, в котором пациенты с заболеваниями почек могут получать весь цикл специализированной нефрологической помощи в одном месте – от консультации в поликлинике до трансплантации почки.
В 2022 году в отдельном 6 корпусе (объект культурного наследия) открылся Центр паллиативной помощи.
13 декабря 2023 года состоялось открытие Флагманского центра экстренной помощи (корпус №30) и Московского урологического центра (корпус №20).
Строительство Флагманского центра площадью 16,4 тысячи квадратных метров началось в июне 2020 года. Пациенты здесь получают полный комплекс необходимой помощи — диагностику, оперативное лечение и интенсивную терапию — в течение первых суток госпитализации. В распоряжении врачей девять суперсовременных операционных, магнитно-резонансный и два компьютерных томографа, рентген-комплекс, C-дуга и ангиограф. Во Флагманском центре внедрен принцип цифровой клиники — медицинская документация ведется исключительно в электронном виде.  Для перевозки больных санитарной авиацией на крыше флагманского центра есть вертолетная площадка.
Московский урологический центр в отремонтированном 20 корпусе стал крупнейшей в России клиникой роботической урологии. Для проведения хирургических вмешательств оборудовали семь операционных, в том числе роботизированных, которые являются золотым стандартом современной урологии. Большинство операций выполняются с использованием малотравматичных методов.
В рамках программы комплексного развития больницы также дополнительно выделены средства на проектирование и строительство закрытых надземных переходов между корпусами больницы. В частности, переход организован между ЦАОП (корпус № 28), лечебным корпусом № 22, Флагманским центром экстренной помощи (корпус №30), морфологическим корпусом (№33) и Московским урологическим центром (корпус №20). Также переходами связаны корпуса №№ 10, 16, 21, 11, 1 – таким образом все лечебные корпуса ММНКЦ им. С.П. Боткина будут связаны по кольцевому принципу – для удобства перемещения персонала и пациентов в любое время года и при любой погоде.

## Научные достижения последних лет
В 2021 году коллективу хирургов во главе с главным врачом Боткинской больницы, академиком РАН А.В. Шабуниным присуждена престижная премия Правительства РФ в области науки и техники «за разработку и внедрение инновационных лечебно-диагностических технологий снижения летальности больных панкреонекрозом в РФ».
В 2021 году Боткинская больница становится крупным научным центром, получено государственное задание на науку. Развитие научного направления позволяет разрабатывать и внедрять новые методы и способы лечения и сразу же применять их на практике, используя мощную клинико-диагностическую базу больницы.
В этом же году Боткинская запускает собственную ординатуру по более чем 20 специальностям.
В 2022 году коллектив специалистов Боткинской больницы стал лауреатом премии Правительства Российской Федерации в области образования за подготовку и издание первого национального руководства по симуляционному обучению.
В 2023 году главный врач Боткинской больницы, академик РАН Шабунин А.В. и руководитель Московского урологического центра, академик РАН Пушкарь Д.Ю. награждены Государственной премией РФ в области науки и технологий. Премия присуждена за заслуги в области разработки и внедрения малотравматичных способов лечения онкологических больных.
В 2024 году Государственной премией Российской Федерации награждена руководитель Московского городского координационного центра органного донорства Боткинской больницы Минина М.Г. в составе группы ученых. Премия присуждена за разработку оригинальных технологий трансплантации жизненно важных органов.
Летом 2024 года Боткинская больница поменяла юридический статус и получила новое название – Московский многопрофильный научно-клинический центр им. С.П. Боткина. Приказ о переименовании подписан министром Правительства Москвы, руководителем Департамента здравоохранения города Москвы А.И. Хрипуном. Директором ММНКЦ им. С.П. Боткина назначен Алексей Васильевич Шабунин, академик РАН, ранее – главный врач Боткинской больницы.
Это не первая смена официального названия больницы. История учреждения началась в 1910 году. При создании больница носила имя мецената и основателя К.Т. Солдатенкова, в 1920 году Московский Совет народных депутатов принял решение о переименовании Солдатенковской больницы в Больницу имени С.П. Боткина.

## 5G-полигон на территории больницы
По соглашению Собянина с Осеевским (Ростелеком) на базе ММНКЦ им. С.П. Боткина заработал первый в РФ 5G-полигон.

## Храм на территории ММНКЦ им. С.П. Боткина
Построенная согласно завещанию Козьмы Солдатёнкова церковь была освящена в 1911 году в честь святых бессребреников Космы и Дамиана. Храм не имел своих прихожан и служил для отпевания покойных. В 1921-м был закрыт, а строение использовалось в качестве патологоанатомического отделения вплоть до 1992 года. В 1997-м больница передала пустующее здание Русской Православной Церкви.

## Список объектов культурного наследия народов России, расположенных на территории больницы
| Фото | Наименование объекта                                                                                         | Адрес                                              | Категория охраны, год основания (постройки) |
| ---- | --- | -------------------------------------------------- | ------------------------------------------- |
|      | Парк Боткинской больницы                                                                                     | Москва, САО, 2-й Боткинский пр., 5                 | 771420774880005 1910                        |
|      | Здание Солдатёнковской больницы, где 23 апреля 1922 г. В. И. Ленину была сделана операция по извлечению пули | Москва, 2-й Боткинский пр., д. 5, корп. 10 (часть) | 771410984120006 1910                        |

## Галерея

Городская клиническая больница имени Сергея Петровича Боткина
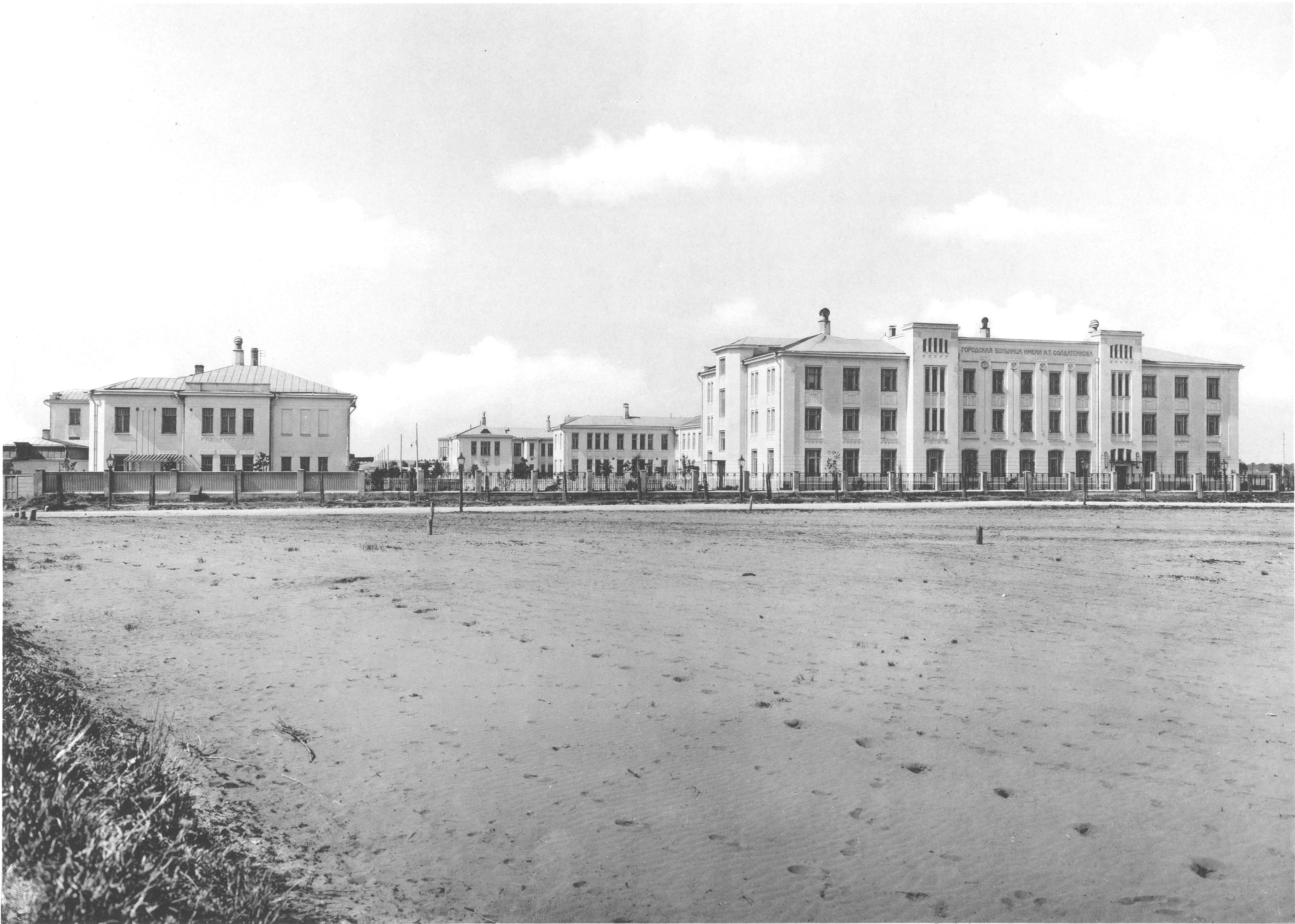
Больница имени К. Т. Солдатёнкова на Ходынском поле, 1913 год
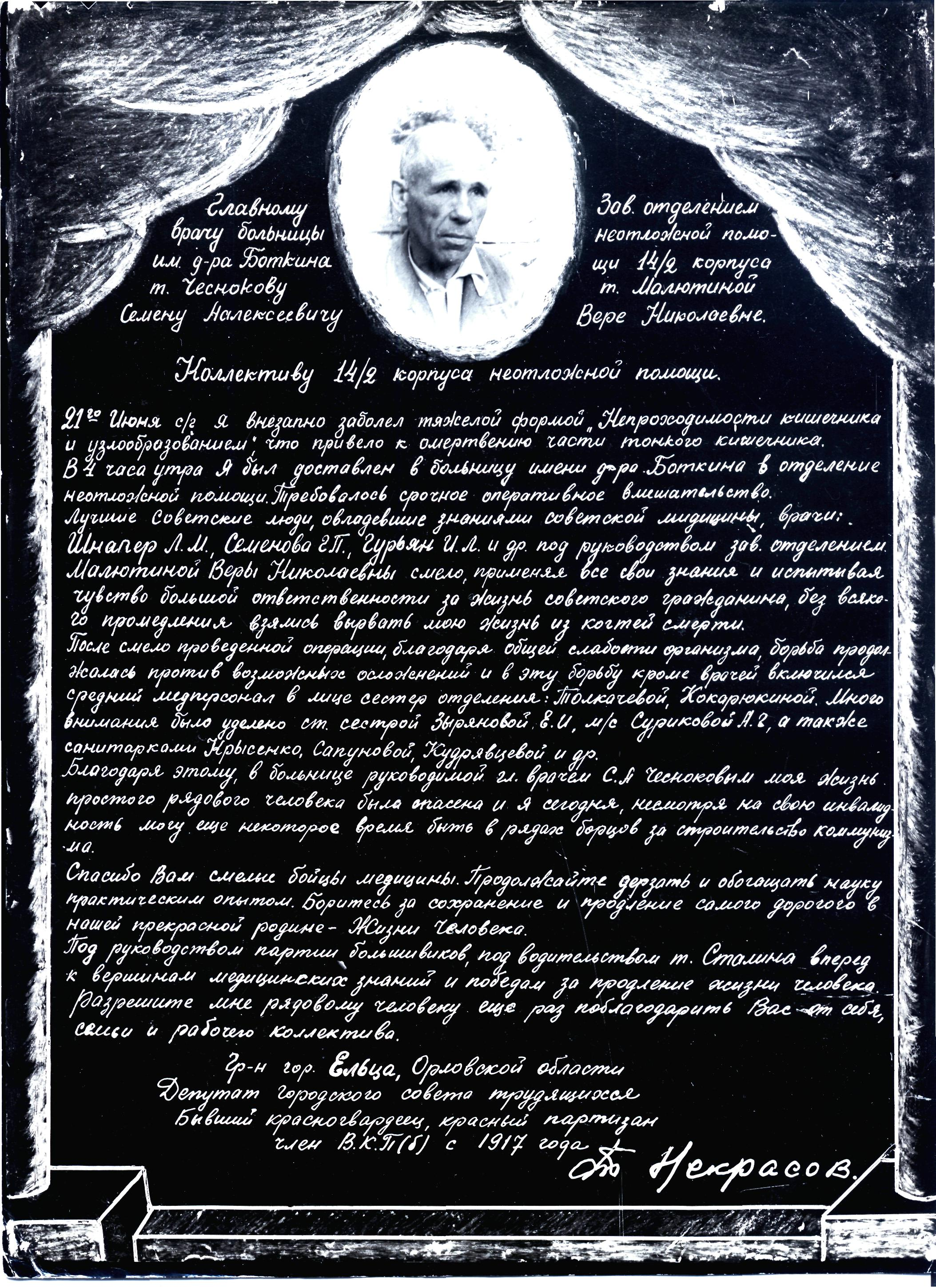
Благодарственное письмо, 1945 год
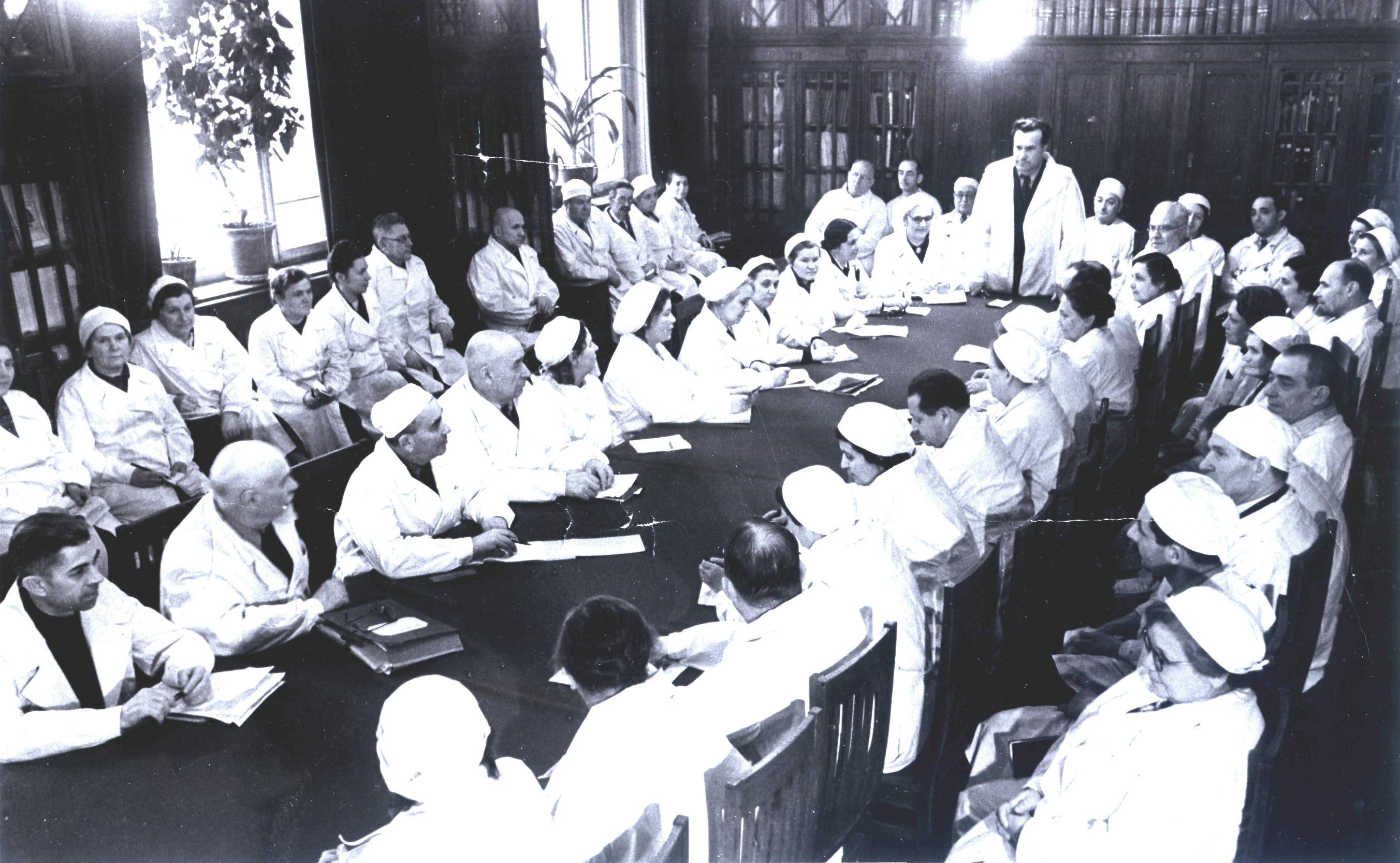
Городская клиническая больница имени Боткина, 1944 год
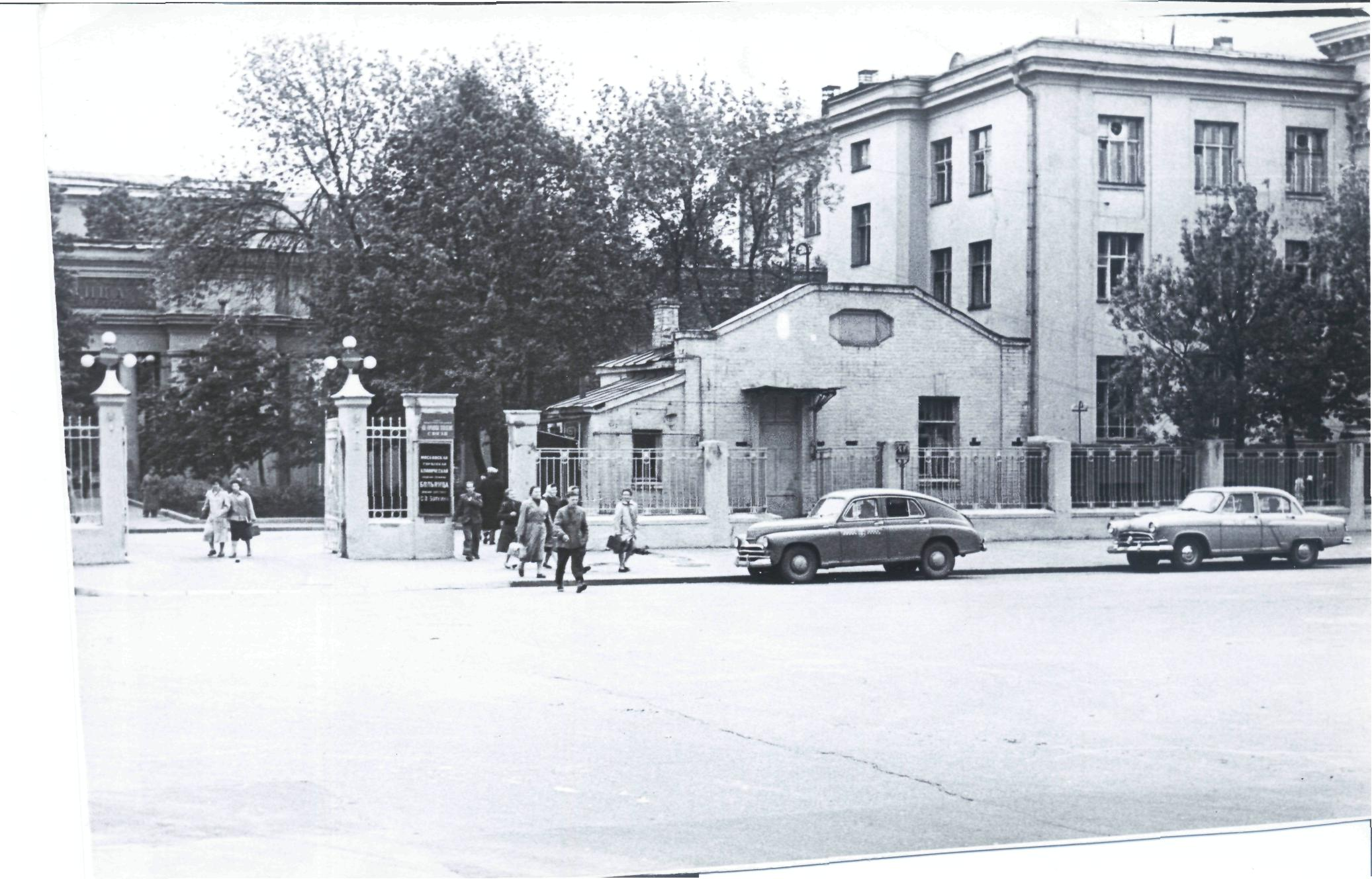
Вход в больницу, позднее 1956 года
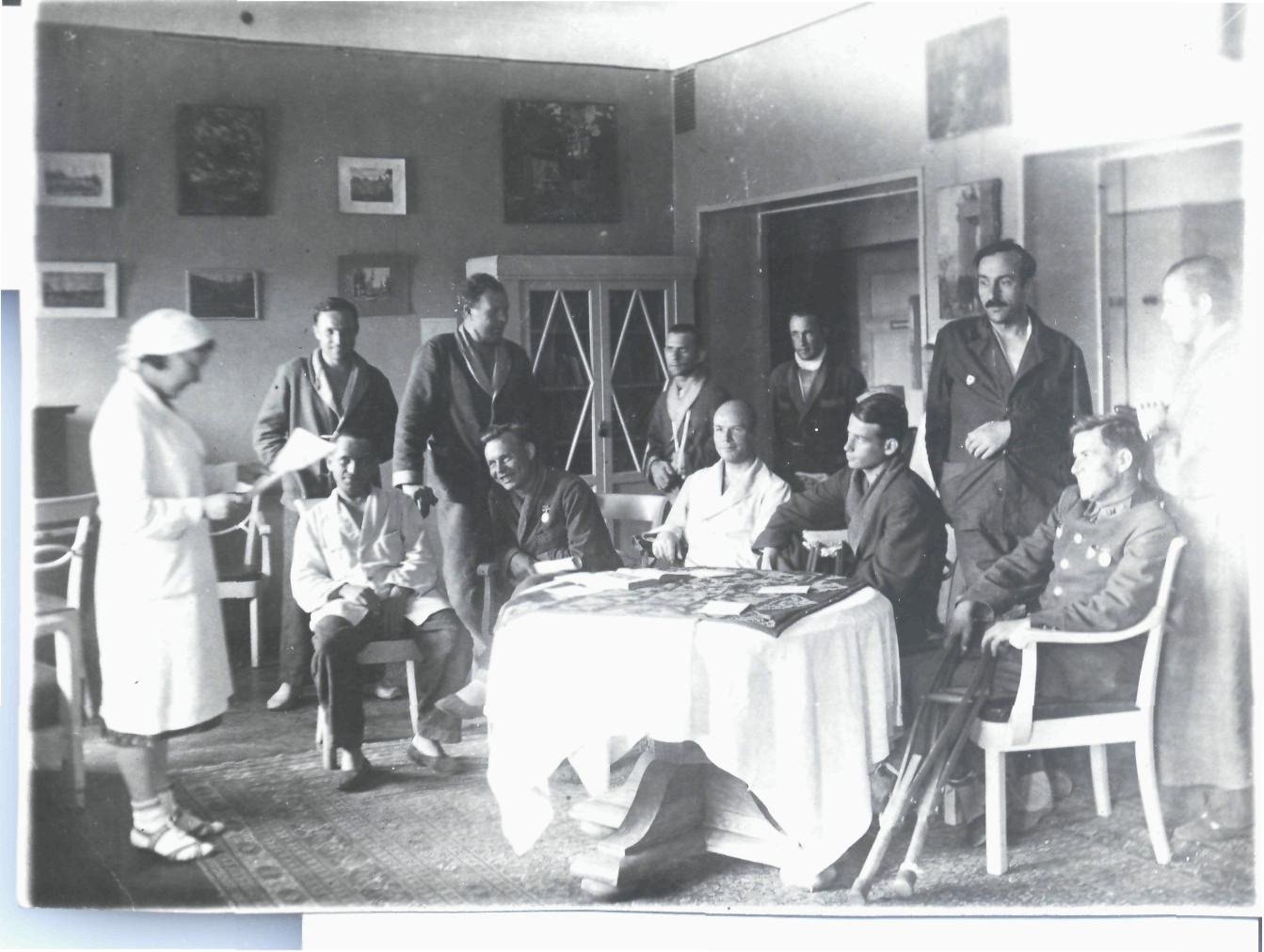
Больница во время войны, 1943—1945 годы